# Amantea
Amantea község (comune) Olaszország Calabria régiójában, Cosenza megyében.

## Fekvése
A Catocastro folyó völgyében fekszik, a megye déli részén, a Tirrén-tenger partján. Határai: Belmonte Calabro, Lago, San Pietro in Amantea, Serra d’Aiello, Cleto és Nocera Terinese.

## Története
Amanteát a rómaiak által alapított Temesa városa helyén építették a középkor első századaiban a bizánciak, Nepetia néven. A 7. században a szaracénok foglalták el és frissen alapított emirátusuk (Amanteai Emirátus) székhelyévé tették. A 8. század elején II. Niképhorosz bizánci császár seregeinek sikerült visszafoglalniuk. A középkor során a tropeai püspökséghez tartozott. 1870-ben lett önálló. 

## Népessége
A népesség számának alakulása:

## Főbb látnivalói
- San Biagio-katedrális
- San Francesco d’Assisi kolostor és templom
- a bizánciak által épített, majd a szaracénok által kibővített Castello
- Palazzo delle Clarisse